# Uljanovsk
Uljanovsk (rusky Улья́новск; čuvašsky Чĕмпĕр; tatarsky Sember), původně Simbirsk (Симби́рск) je ruské město na řece Volze. Je administrativním centrem Uljanovské oblasti. Žije zde přibližně 613 tisíc obyvatel.
Ve městě sídlí rozsáhlé průmyslové komplexy, mj. automobilka UAZ.

## Historie
Někdejší Simbirsk (též Sinbirsk) byl založen roku 1648 jako pevnost, roku 1670 ho obsadily jednotky Stěnky Razina. Od konce 18. století byl sídlem Simbirské gubernie. Roku 1864 zde zuřil devítidenní požár, jenž zničil většinu města, avšak po zavedení železnice na konci 19. století zde došlo k velkému rozvoji obchodu. V roce 1918 a 1919 tam také několik měsíců pobývaly jednotky Československých legií . Svůj název Uljanovsk má od roku 1924 díky tomu, že se zde narodil Vladimir Iljič Uljanov (Lenin). Narodili se zde také Alexandr Kerenskij a Ivan Gončarov. Od roku 1943 je město sídlem oblasti.
V roce 2008 navrhl starosta města Sergej Jermakov návrat k původnímu názvu Simbirsk.

## Obyvatelstvo
| Rok  | Počet obyvatel |
| ---- | -------------- |
| 1897 | 41 684         |
| 1939 | 103 779        |
| 1959 | 205 942        |
| 1970 | 351 085        |
| 1979 | 463 964        |
| 1989 | 625 155        |
| 2002 | 635 947        |
| 2010 | 613 786        |

Zdroj: Sčítání lidu